# オルナード
オルナード（hornado）は、エクアドルで食べられている豚の料理である。
丸焼きにした豚の豚肉をスライスし、ジャガイモをマッシュし、トマトなどの野菜を付け合わせ、ソースで味をつけている。エクアドルの市場を中心に提供されている。